# Нукуе
Нукуе (на френски: Lac Nokoué) е езеро разположено в южната част на Бенин, в близост до град Котону, най-големият град в Бенин. Широко е 20 километра и е дълго 10, с обща площ от 160 км². Бреговете на езерото са предимно блата, поради което представлява важно място за птиците в региона. През езерото минава една от най-важните реки в Бенин- река Веме. Южната част на езерото е разположено в агломерацията на град Котону, докато северният бряг граничи град Ганви.